# 바젤 바디셔역
바젤 바디셔역(문자 그대로 ‘바젤 바덴 기차역’, 역을 건설한 바덴 주립 철도 대공국을 지칭하는 이름)는 스위스 바젤에 위치한 기차역이다. 이 역은 스위스 땅에 위치하고 있지만, 독일 철도 회사 도이치반이 운영한다. 세관 국경은 선로와 역홀 사이의 승객 터널에 있다. 그것은 국가적으로 중요한 스위스 문화유산으로 등록되어 있다. 역은 3개국 레기오 바젤 S-반의 3개 노선이 운행된다. 이 역은 독일의 프라이부르크, 카를스루에, 만하임, 프랑크푸르트, 함부르크, 베를린 및 기타 도시들을 오가는 3개의 3국 철도 노선인 ICE, EC/IC 노선이 운행된다.
이 역은 바젤에서 가장 큰 두 개의 기차역 중 더 작은 규모이며, 다른 하나는 스위스 연방 철도에서 운영하는 바젤 SBB역이다.

## 역사
1838년 3월 바덴 국영 철도 대공국은 만하임에서 하이델베르크, 카를스루에, 프라이부르크 임 브리스가우를 연결하는 철도 공사를 시작했다. 이 노선은 바디시 중앙 철도(바덴 본선) 또는 라인탈반(라인 계곡선)이라고 불렸다. 스위스 철도 위원회는 바젤까지 노선을 연장하기를 원했고 1842년 바덴 대공국에 연락했다.
1851년 1월, 라인탈반 노선은 스위스 국경과 가까운 할팅겐 마을에 도착했다. 아직 양국 정부가 바젤역 건설에 대해 합의하지 않았기 때문에 승객들은 해크니 객차로 국경을 넘어 수송되었다.
마침내 1852년 7월 27일에 바덴 정부와 스위스 연방 사이에 조약이 발효되었다. 이 조약은 오늘날에도 유효하다. 그러나 건설 시작은 스위스가 터미널역을 주장하고 바디시 슈타트자이젠바넨이 발트슈트까지의 계획된 연장 계획에 찬성하여 통과역을 주장하면서 더 지연되었다.
바젤의 첫 번째 바덴역은 오늘날의 메세플라츠 광장에서 서쪽으로 약 800m 떨어진 곳에 통과역으로 건설되었다. 할팅엔에서 바젤까지의 노선은 임시 목조역 건물과 함께 1855년 2월 19일에 개통되었다. 1856년 바덴에 있는 콘스탄츠로 가는 추가 노선이 역의 남쪽 끝에 연결되었고, 1859년 4월 10일 스위스와 바덴은 마침내 영구적인 역을 건설하기로 합의하여 5월에 건설이 시작되었다. 역 건물의 거리 입구가 오늘날의 리엔링 거리로 개통되었다. 1875년에는 바젤 스위스 역까지의 통신 철도가 개통되어 바덴역과 함께 콘스탄츠까지의 철도가 개통되었다.
20세기 초 철도 교통의 증가는 더 큰 시설을 제공했다. 클라인바젤의 도시 개발을 위한 공간을 확보하기 위해 바젤 정부는 새로운 부지에 새로운 역을 주장했다. 라인강을 가로지르는 철교의 북서쪽으로 직선으로 선택되었다. 역은 1906년에서 1913년 사이에 현재 위치로 이전되었다.

## 위치
바디셔역은 스위스 영토에 위치해 있지만, 스위스 연방과 바덴주(오늘날 독일의 전신 중 하나) 사이의 1852년 조약으로 인해 가장 큰 부분(플랫폼과 승객 터널의 일부) 독일/스위스 검문소로 연결)은 독일 내 역으로 취급되며 도이치반에서 운영한다. 그러나 역 홀의 상점은 스위스에 있으며 스위스 프랑이 공식 통화로 사용된다. (유로가 보편적으로 통용되지만)
세관은 플랫폼과 역 홀 사이의 터널에 있다. 계속해서 바젤 SBB로 향하는 국제 열차는 기내 세관 검사를 받을 수 있다. 스위스가 2008년 솅겐 지역에 합류하면서 체계적인 여권 심사가 폐지되었다.

## 레이아웃
바젤 바디셔역에는 10개의 트랙을 제공하는 5개의 측면 플랫폼이 있다. 플랫폼은 메인 스테이션 빌딩에서 이어지는 승객 터널에서 도달한다.

## 운행편
2020년 12월 시간표 변경에 따라 바젤 바디셔역에서 다음 서비스가 정차한다.
- 인터시티 익스프레스 :
  - 바젤 SBB와 쾰른 중앙역 사이에서 2시간 간격으로 운행.
  - 바젤 SBB와 베를린 동역 사이에서 2시간 간격으로 운행; 하루에 세 대의 열차가 인터라켄 동역까지 계속 운행.
  - 함부르크-알토나와 쿠어 사이를 하루에 두 번 왕복.
- 유로시티 :
  - 함부르크-알토나와 취리히 중앙역 사이를 하루에 한 번 운행한다.
  - 함부르크-알토나와 인터라켄 동역 사이를 하루에 한 번 운행한다.
- 인터시티 : 뮌헨 중앙역까지 일일 1회 여행.
- 나이트젯 : 취리히 중앙역과 베를린 중앙역, 함부르크 중앙역 또는 암스테르담 중앙역 사이의 야간 서비스.
- IRE : 징엔까지 매시간 운행 ; 다른 모든 열차는 징엔에서 울름 중앙역까지 계속 된다.
- RE : 오펜부르크 또는 칼스루에 중앙역까지 90분 간격으로 운행한다.
- RB : 라우히링엔까지 매시간 운행하며, 바젤과 발트슈트 사이의 오후에는 주중 매시간 운행한다.
- 바젤 S-반 :
  - S6: 바젤 SBB역과 첼(비젠탈)간 30분 간격 운행.
  - RB27: 프라이부르크 중앙역.

## 특이사항

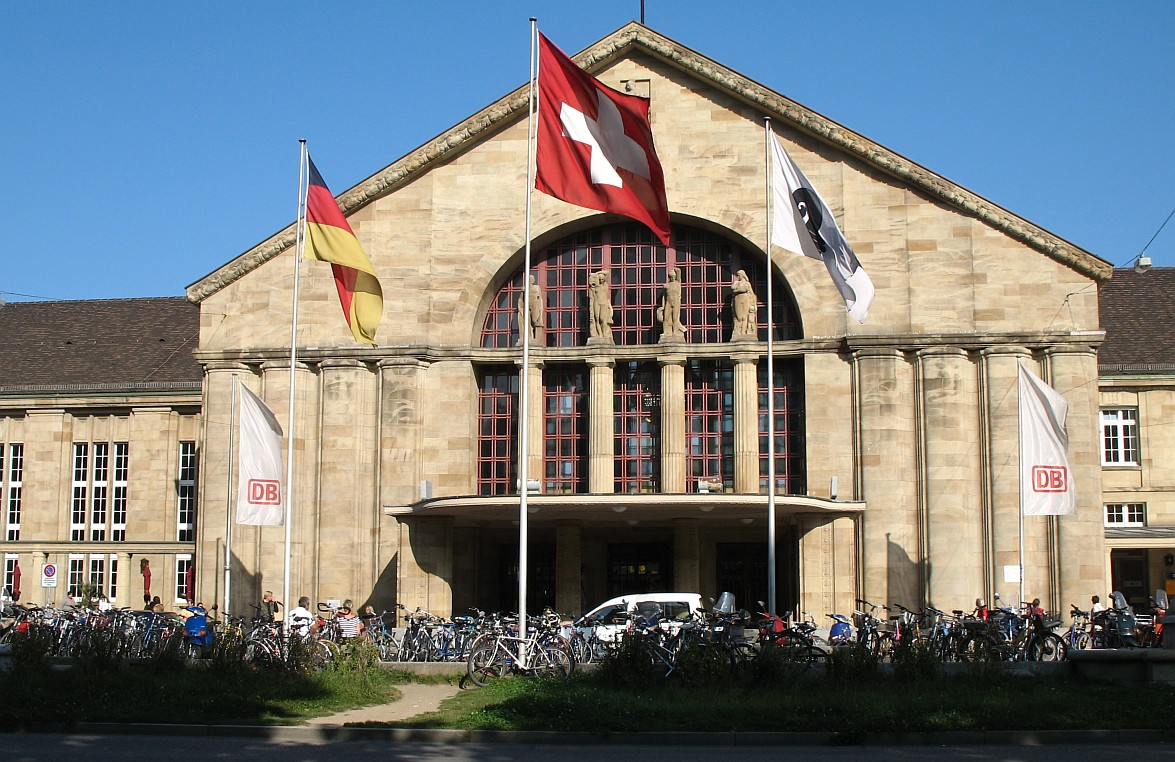
바젤 바디셔역

바디셔역은 스위스 영토에 위치해 있지만, 스위스 연방과 바덴주(오늘날 독일의 전신 중 하나) 사이의 1852년 조약으로 인해 가장 큰 부분(승강장과 승객 터널의 일부) 독일/스위스 검문소로 연결)은 독일 내 역으로 취급되며 도이치반에서 운영한다. 그러나 역 홀의 상점은 스위스에 있으며 스위스 프랑이 공식 통화로 사용된다. (유로가 보편적으로 통용되지만)
세관은 승강장과 역 홀 사이의 터널에 있다. 계속해서 바젤 SBB로 향하는 국제 열차는 기내 세관 검사를 받을 수 있다. 스위스가 2008년 솅겐 지역에 합류하면서 체계적인 여권 심사가 폐지되었다.

## 인접역
| 독일철도                                  | 독일철도                                                 | 독일철도                                                                 |
| ----------------------------------------- | -------------------------------------------------------- | ------------------------------------------------------------------------ |
| 바젤 SBB 인터라켄 동역 방면               | ICE 12                                                   | 프라이부르크 중앙역 베를린 동역 방면                                     |
| 바젤 SBB 쿠어 방면                        | ICE 20                                                   | 프라이부르크 중앙역 함부르크 알토나 방면                                 |
| 바젤 SBB                                  | ICE 43                                                   | 프라이부르크 중앙역 쾰른                                                 |
| 바젤 SBB 밀라노                           | ECE 85 유로시티 스위스 방면 유로시티익스프레스 독일 방면 | 프라이부르크 중앙역 프랑크푸르트                                         |
| 바젤 SBB                                  | IC 24                                                    | 프라이부르크 중앙역 함부르크 알토나                                      |
| 바젤 SBB                                  | IC 26                                                    | 프라이부르크 중앙역 일방운행                                             |
| 바젤 SBB 카를스루에 중앙역                | IC 60                                                    | 프라이부르크 중앙역 뮌헨 중앙역                                          |
| 바젤 SBB 취리히 중앙역/인터라켄 동역 방면 | EC 30                                                    | 프라이부르크 중앙역 함부르크 알토나                                      |
| OBB                                       |                                                          |                                                                          |
| 바젤 SBB 취리히 중앙역                    | 나이트젯                                                 | 프라이부르크 중앙역 베를린 중앙역/함부르크 중앙역/암스테르담 중앙역 방면 |
| DB 레기오 바덴-뷔템베르크                 |                                                          |                                                                          |
| 시·종착역                                 | IRE 3                                                    | 라인펠덴 프리드리히샤펜 하펜                                             |
| 시·종착역                                 | RE 3                                                     | 라인펠덴 징겐 (호엔트빌)                                                 |
| 시·종착역                                 | RE 7                                                     | 바일암라인 카를스루에 중앙역                                             |
| 시·종착역                                 | RE 27                                                    | 바일암라인 프라이부르크 중앙역                                           |
| 시·종착역                                 | RB 3                                                     | 그렌차흐 프리드리히샤펜 슈타트                                           |
| 시·종착역                                 | RB 27                                                    | 바일암라인 오펜부르크                                                    |
| 시·종착역                                 | RB 3                                                     | 그렌차흐 라우히링겐/에르칭겐 (바덴)                                      |
| 바젤 SBB 리헨 니더홀츠                    | S6                                                       | 시·종착역                                                                |